# The Dixon Brothers
Die Dixon Brothers waren ein US-amerikanisches Old-Time-Duo, das in den Jahren 1936 und 1938 zahlreiche Titel einspielte, die als klassische Beispiele der Old-Time Music gelten.

## Leben
Dorsey Dixon (* 5. Oktober 1897) und Howard Dixon (* 9. Juni 1903) stammten aus den armen Gebieten North Carolinas. Ihre Familie arbeitete Vollzeit in verschiedenen Textilfabriken in der Umgebung. Musik war für die Familie die einzige Ablenkung, so dass Dorsey mit 14 Jahren lernte, Gitarre zu spielen und später auch Fiddle erlernte. Howard spielte ebenfalls Gitarre; sein größter Einfluss war ein Gitarrist namens Jimmy Tarlton, der in den 1920er-Jahren mit Tom Darby als Darby and Tarlton Erfolg hatte. Die Wirtschaftsdepression zwang Tarlton aber, wieder in den Fabriken zu arbeiten und so kehrte er nach East Rockingham zurück. Tarlton hinterließ einen so großen Einfluss, dass Howard nicht nur den vom Blues geprägten Stil adaptierte, sondern auch auf Steel Guitar umstieg, so wie Tarlton sie spielte.
Die Dixon Brothers begannen 1932, professionell auf lokalen Barn Dances und Rummelplätzen zu spielen. Zwei Jahre später erhielten sie die Möglichkeit, im WBT Crazy Barn Dance zu spielen, was sie außerhalb der Region bekannt machte und zu weiteren Engagements führte. Victor Records wurde schnell auf das Duo aufmerksam und nahm es 1936 unter Vertrag. Bis Ende des Jahrzehnts kamen so über 60 Stücke zusammen. Das Repertoire der Brüder setzte sich aus alten Fiddle-Stücken wie Girl in Sunny Tennessee, Coverversionen wie That Nasty Swing (Cliff Carlisle) oder Gospel-Songs wie I Didn’t Hear Nobody Pray zusammen. Ihre erste Session fand am 3. Februar 1936 in Charlotte, North Carolina, statt, wo sie Weave Room Blues, Two Little Rosebuds, Sales Tax on the Women, Intoxicated Rat, Not Turning Back und White Flowers for You einspielten. Auf ihrer zweiten Session  im Juni wurden die Dixons von dem Sänger Mutt Evans unterstützt. In den nachfolgenden Aufnahmen ist oft auch Beatrice Dixon zu hören.
Obwohl sich keine der Platten, die bei Victors Label Bluebird Records veröffentlicht wurden, schlecht verkauften, lief der Vertrag 1939 aus. Ihre letzte Session hielten die beiden Brüder am 25. September 1938 in Rock Hill, South Carolina, ab.
Mit dem Beginn des Zweiten Weltkrieges gaben die Dixons die Musik auf. Beide kehrten zu alltäglichen Berufen zurück. Während Dorsey 1951 pensioniert wurde, starb Howard 1960 während seiner Arbeit. Bereits ein Jahr später machte Dorsey neue Aufnahmen und trat kurze Zeit später erstmals auf dem Newport Folk Festival auf, das er 1962 ebenfalls besuchte. Es folgten weitere Aufnahmen für Piedmont Records und für die Library of Congress. Nach weiteren zahlreichen Auftritten zog Dorsey aber nach Florida, wo er 1968 im Alter von 71 Jahren starb.

## Diskographie
Diskographie ist nicht vollständig.
| Jahr             | Titel                                                                            | #       | Anmerkungen                   |
| ---------------- | -------------------------------------------------------------------------------- | ------- | ----------------------------- |
| Bluebird Records |                                                                                  |         |                               |
|                  | Intoxicated Rat / Tax Sales on the Women                                         | BB-6327 |                               |
|                  | Weave Room Blues / Two Little Rosebuds                                           | BB-6441 |                               |
|                  | Greenback Dollar, Part 2 / Answer to Maple on the Hill                           | BB-6462 |                               |
|                  | My Girl in Sunny Tennessee / That Old Vacant Chair                               | BB-6582 |                               |
|                  | White Flowers for You / That Nasty Swing                                         | BB-6630 |                               |
|                  | I’m Just Here to Get My Baby Out of Jail / Hush Little Bonnie Blues Eyes, Part 2 | BB-6691 |                               |
|                  | Rambling Gambler / Dark Eyes                                                     | BB-6809 |                               |
|                  | Maple on the Hill No.4 / The Old True Love                                       | BB-6867 |                               |
|                  | I’m Turning Not Back / The Old Account was Settled Long Ago                      | BB-6901 | B-Seite von den Blue Sky Boys |
|                  | I Will Meet my Precious Mother / Beautiful Stars                                 | BB-6979 |                               |
|                  | The School House Fire / Darling, Do You Miss Me?                                 | BB-7020 |                               |
|                  | Waiting For You / Satisfied at Last                                              | BB-7152 |                               |
|                  | Are You Sure? / What Would You Give In Exchange, Part 5                          | BB-7263 |                               |
|                  | I Won’t Accept Anything For My Soul / ?                                          | BB-7374 |                               |
|                  | I Didn’t Hear Nobody Pray / Down with the Old Canoe                              | BB-7449 |                               |
|                  | How Can a Broke Man Be Happy / Girl I Left in Danville                           | BB-7674 |                               |
|                  | Have Courage to Only Say No / Glorious Light is Dawning                          | BB-7767 |                               |
|                  | Weaver’s Life / The Old Home Brew                                                | BB-7802 |                               |

### Kompilationen
- 1973: Beyond Black Smoke
- 2000: Dixon Brothers, Vol. 1: 1936
- 2001: Dixon Brothers, Vol. 2: 1937
- 2001: Dixon Brothers, Vol. 3: 1937–1938
- 200?: Dixon Brothers, Vol. 4: 1938
- 2003: How Can a Broke Man Be Happy